# Tep Vong
Tep Vong (tiếng Campuchia: ទេព វង្ស; phát âm tiếng Việt như là: Tép-vông, tước hiệu Samdech Preah Agga Mahā Sangharājā Dhipati; 12 tháng 1 năm 1932  –  26 tháng 2 năm 2024) là Đức Tăng Thống thứ VI của hệ phái Mahānikāya Vương quốc Campuchia. Đức Tăng thống Tép-vông được biết đến với vai trò tái lập chế độ quân chủ Campuchia sau thời kỳ Pol Pot và sự liên minh với các nhà lãnh đạo chính trị từ những năm 1980.

## Tiểu sử
Tăng Thống Tep Vong sinh vào Thứ Ba, ngày 12 tháng 01 năm 1932, (Nhằm ngày mồng 05 tháng 12 năm Tân Mùi, PL.2476), tại làng Tropeang Chouk, xã Chriev, huyện Siem Reap, tỉnh Siem Reap. Thân phụ thế danh là Tep, thân mẫu thế danh là Bich At.
Năm 1941 (Tân Tỵ PL.2485) khi năm lên 10 tuổi, ông được phụ mẫu đưa đến trường học về văn học và toán học tại chùa Rāja Bopea dưới sự chỉ dạy của Hòa thượng Samuh Kana Hing Mao là trục trì chùa Rāja Bopa, tỉnh Siem Reap.
Năm 1947 (Đinh Hợi PL.2491) khi năm lên 16 tuổi, ông xuất gia thọ giới Sadi từ Hòa thượng Bổn sư Hing Mao. Ông xuất gia Sadi chỉ được 09 tháng, sau đó ông xin phép Hòa thượng hoàn tục trở về đời thường với gia đình để sinh sống và phụng dưỡng cha mẹ già.
Vào thứ Bảy, ngày 10 tháng 06 năm 1952 (Nhâm Thìn PL.2496) ở tuổi 21, ông trở lại xuất gia và thọ Đại giới Tỳ Kheo với Hòa thượng bổn sư là Hòa thượng Hing Mao tại chùa Rāja Bopa, cùng hai thầy Yết ma tụng tuyên ngôn cho ông là Thượng tọa Ton Luy và Thượng tọa That Bit. Ông được Hòa thượng Bổn sư ban cho pháp danh là Budhasara.
Năm 1956 (PL.2500) lúc lên 25 tuổi, Hòa thượng Bổn sư Hing Mao đã đề cử ông làm trợ lý.
Năm 1975 - 1979, trong chế độ Khmer Đỏ, ông bị buộc phải hoàn tục và bị tra tấn nặng nề như những người dân vô tội khác. 
Ở tuổi 48, khi người dân Khmer còn sống sót sau chế độ Khmer Đỏ, ông tái xuất gia và thọ Đại giới Tỳ Kheo lần 02 vào Thứ Tư, ngày 19 tháng 09 năm 1979 (Nhằm ngày 28 tháng 07 năm Kỷ Mùi, PL.2523) với Hòa thượng Bổn sư là Hòa thượng Thit Silo tại chùa Ounalom, Phnom Penh. Sau khi thọ giới xong, Hòa thượng Bổn sư tuyên bố trước Hội đồng chư Tôn đức rằng "Tep Vong được thăng cấp Chủ tịch Hội đồng Kỷ luật".
Ông qua đời ở tuổi 92 vào ngày 26 tháng 2 năm 2024.

## Trình độ
- Ông học hết chương trình phổ thông trong thời bao cấp.
- Ông tốt nghiệp ba cấp độ Kỷ luật của Phật giáo. Cụ thể là cấp I, II,III.
- Ông tụng thành thạo Bổn giới Tỳ Kheo (Patimokha).
- Ông chuyên dạy về thiền chỉ và thiền Tứ niệm xứ.

## Giáo phẩm
- Năm 1957, ông được thăng chức là thầy tuyên ngôn (cánh tạ) tại Raja Bop, Siem Reap.
- Năm 1979, sau khi được tái thọ Đại giới Tỳ Kheo, ông được phong chức làm Trưởng Ban Trị sự Phật giáo, kiêm Hòa Thượng Bổn sư và Chủ tịch Hội đồng Kỷ luật Phật giáo Campuchia.
- Vào Thứ Sáu, ngày 08 tháng 11 năm 1991, (Nhằm ngày mồng 02 tháng 01, năm Tân Mùi, PL.2553), ông được tấn phong danh hiệu là Preah Maha Methea Dhipati Tăng Thống Campuchia. Do Samdech Chea Sim, chủ tịch Hội đồng Chính phủ Campuchia phong chức.
- Vào Thứ Sáu, ngày 15 tháng 11 năm 1991 (Nhằm ngày mồng 09 tháng 10, năm Tân Mùi, PL.2553), ông tiếp tục được bổ nhiệm làm Đức Tăng Hoàng hệ phái Mahanikaya Vương quốc Campuchia. (Theo Nghị định của Quốc vương Norodom Sihanouk là Quốc Trưởng, kiêm Chủ tịch Hội đồng Lãnh đạo Cao cấp Campuchia).
- Vào ngày 29 tháng 04 năm 2006, (Nhằm ngày mồng 02 tháng 04 năm Bính Tuất, PL.2550), ông được Quốc vương Norodom Sihamoni thăng chức thành Samdech Preah Agga Mahā Sangharājā Dhipati Vương quốc Campuchia, và được phép sử dụng thụy hiệu và Quạt danh dự đặc biệt.